# Les Gunyoles (la Secuita)
|  | No s'ha de confondre amb Les Gunyoles (Avinyonet del Penedès). |

Les Gunyoles és un nucli de població de la Secuita (Tarragonès). El seu conjunt està protegit com a bé cultural d'interès local. Les Gunyoles està format per un antic nucli, de carrers irregulars i estrets, i dos eixamplaments, un cap a la part nord-oest iniciat a les darreries del segle xix, i l'altre cap al sector nord del carrer major, urbanització iniciada a finals del segle xx.
El mig del nucli antic, en una illa de cases formada per sectors dels carrers de la Font, del Mig i de Catalunya, es podria relacionar amb la primitiva residència senyorial o casal fortificat de la família Ces-Gunyoles.

## Història
Hi ha referències que el 1174 Guillem de Ces-Gunyoles habitava ja l'indret, conegut amb el nom de Mas Llonch. El 1258, Bernat de Barberà, casat amb Guerana, filla i hereva de Ces-Gunyoles, vengué el lloc al monestir de Santes Creus, venda ratificada tres anys més tard per la seva muller. El topònim Masllong ha perdurat fins ara, s'anomena així el torrent del Bogatell.
Les Gunyoles depenia de la Secuita només políticament, eclesiàsticament depenia dels Garidells. Quan el segle xix s'extingiren els senyorius, fou durant un temps independent però, l'any 1842, s'incorporà definitivament a la Secuita.